# Десятерик, Владимир Ильич
Владимир Ильич Десятерик (6 июля 1937, село Китайгород Царичанского района Днепропетровской области — 20 января 2019) — советский, комсомольский и партийный работник, историк, журналист, писатель.

## Биография
Родился 6 июля 1937 года в селе Китайгород Царичанского района Днепропетровской области.
Окончил Днепропетровский государственный университет (1959). 
В 1962—1964 годах редактировал областную комсомольскую газету «Молодой ленинец». 
С 1964 по 1968 работает в аппарате ЦК ВЛКСМ, инструктор отдела пропаганды, затем — заведующий Центральным архивом ВЛКСМ. 
Член редколлегии газеты «Комсомольская правда», редактор отдела пропаганды.
В 1971—1978 гг. — советник председателя Госкомиздата СССР Стукалина.
Кандидат исторических наук (1977). 
С 1978 года директор издательства «Молодая гвардия». 
Упоминается в критическом докладе Стругацких
Доктор исторических наук (1984).
Генеральный директор киностудии Мосфильм (1985—1987).
С 1987 по 1991 гг. работал в ИМЛ, заведующий отделом произведений В.И. Ленина.
С 1993 г. возглавлял издательство Ассоциации книгоиздателей «Фонд имени И. Д. Сытина». 
В Москве был сопредседателем землячества московских «днепропетровцев». 
Скончался на 82-м году жизни 20 января 2019 года.
22 января 2019 года похоронен во Владимирской области.